# Tominc
Tominc je priimek več znanih Slovencev:
- Alfred Tominc (1845—1936), slikar
- Ana Tominc (*1982), komunikologinja, sociokulturna antropologinja
- Avgust Tominc (1818—1883), slikar
- Dušan Tominc - "Mašinist", jamar
- Ivan Tomin(e)c (1911—1942), sindikalist in politični delavec/komisar
- Ivo Tominc (1934—1992), generalpodpolkovnik JLA
- Janez Tominc (1768—1852), trgovec in mecen
- Jožef Tominc (1790—1866), slikar portretist
- Lan Tominc (*2002), kanuist
- Matej Tominc (1790—1832), pravnik, začetnik turizma v Škocjanskih jamah
- Polona Tominc (*1966), ekonomistka, univ. prof., dekanja EPF UM
- Uroš Tominc, kirurg travmatolog